# Ospodaro
Ospodaro, gospodaro  (gospodar o hospodar), è un termine di origine slava, che significa "signore".
I governanti della Valacchia e della Moldavia erano nominati hospodar negli scritti slavi dal XV secolo al 1866. Hospodar era usato insieme al titolo di voivoda. Negli scritti in lingua rumena, veniva utilizzato il termine Domn (dal latino dominus).
Alla fine di questo periodo, poiché il titolo era stato utilizzato da molti vassalli del sultano dell'Impero ottomano, il suo mantenimento era considerato incompatibile con l'indipendenza dei principati danubiani (formalizzata dalla Romania solo nel 1878, al posto del sistema tributario). Hospodar venne così scartato e sostituito da domnitor o, in breve, domn, che continuò a essere il titolo nobiliare ufficiale fino alla proclamazione del Regno di Romania nel 1881 (che non avrebbe incluso la Transilvania fino al 1918).

## Etimologia e utilizzo nel mondo slavo
La parola deriva da gospod, "signore", ed è affine a gosudar, che significa in primo luogo "sovrano", e che è anche utilizzato in Moscovia come forma di educazione, equivalente, appunto, a "signore". La pronuncia hospodar della parola gospodar in tutte le lingue slave tranne in una, che hanno conservato l'alfabeto cirillico, non è dovuta all'influenza dell'ucraino, ma piuttosto a quella dell'antico slavo ecclesiastico della Chiesa ortodossa, laddove la g è spesso pronunciata h. In ucraino, questo titolo è utilizzato soprattutto in riferimento al padrone di casa o al capofamiglia. In rumeno la parola gospodar significa "buon gestore", "buon padre di famiglia", persona che gestisce bene gli affari di casa sua. In bulgaro, gospodar (господар) significa "maestro". Altre parole derivate da gospodar sono la parola russa gospodin (господин, "maestro"), quella polacca gospód ("signore, maestro"), quella ceca hospod. Tutte queste forme derivano dalla parola proto-slava gospodü (господу).